# Ilhas Gravina
As Ilhas Gravina são parte do Arquipélago de Alexandre situado no sudoeste do Alasca. Seu limite oeste é o Estreito de Clarence e a leste é  o Canal Revillagigedo. As maiores ilhas no grupo são a Gravina, a Annette e a Duque.
O explorador espanhol Jacinto Caamaño denominou essas ilhas em 1792 em hoimenagem a Federico Carlos Gravina y Nápoli.